# Chiesa di San Nicola del Pumpolo
La chiesa di San Nicola del Pumpolo è un ex edificio di culto ubicato nella periferia meridionale di Salerno.

## Storia
La chiesa fu fondata intorno al XI secolo da nobili longobardi. Probabilmente vi furono seppelliti i membri di questa nobile famiglia;  ed era vicino alla Chiesa coeva di San Felice in Felline (situata nella frazione di "Sala Abbagnano/Giovi").
Viene nominata per la prima volta nella relazione delle Decime Pontificie del 1309 e nel 1338 in un documento venne menzionata come San Nicola della Fontana Ruralis. La chiesa fu ristrutturata durante il Rinascimento e rimase attiva fino al 1811, ma da allora giace in uno stato di completo abbandono. 
Il 15 Ottobre 1811 la chiesa col suo territorio fu annessa alla vicina "Chiesa di Santa Margherita", che assunse il titolo di "Chiesa di Santa Margherita e San Nicola del Pumpulo".
Attualmente la struttura fatiscente della Chiesa è di proprietà del Comune di Salerno, che progetta di recuperarla nell'ambito delle migliorie per il quartiere Pastena.

## Descrizione
Ha una struttura tipicamente longobarda, con disposizione est-ovest della sua unica navata. Le mura sono in pietra intonacata ed il pavimento è in battuto di cemento. All'esterno vi sono alcune decorazioni fatte con stucco.